# Olomučanská keramika

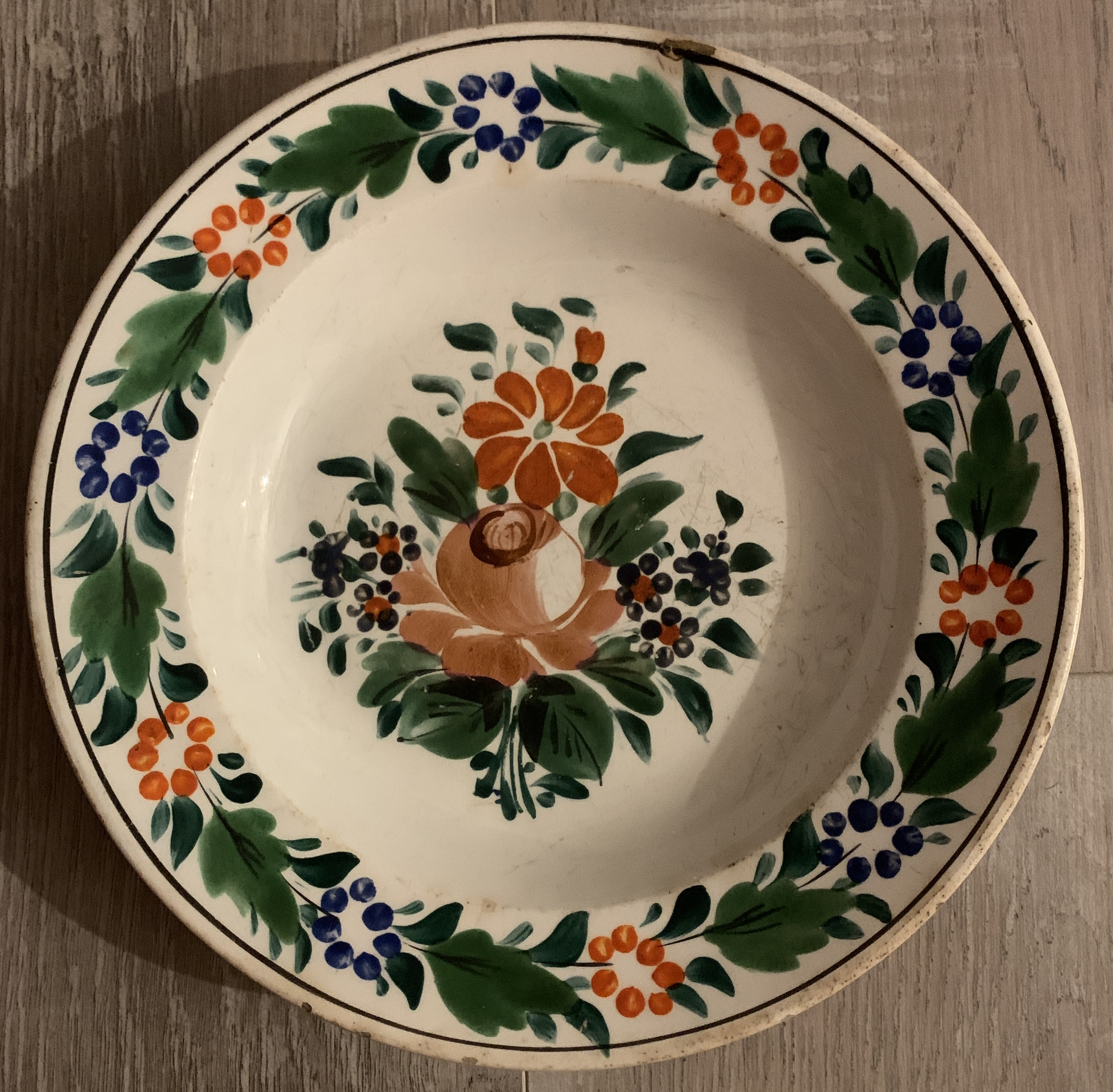
Talíř s květinovým motivem – Selský, 23,5 cm

Olomučanská keramika je keramika vyráběná v druhé polovině 19. století a začátkem 20. století v Olomučanech u Blanska keramičkou Schütz Blansko.

## Historie
Počátky výroby keramiky se datují od roku 1849. Malou keramickou dílnu, která neprosperovala, koupila v roce 1852 rodina Schützů, kteří pocházeli ze Štýrska. Karel Schütz dílnu rozšířil a jeho dva synové Arnold a Ludvík ji později zapsali v obchodním rejstříku jako firmu Gebrüder Schütz. Zpočátku manufaktura produkovala hnědé kuchyňské zboží a kameninu. Od roku 1880 se dílna věnovala především výrobě majoliky. Hlína, která byla těžená v blízkém okolí se k výrobě jemné keramiky již nehodila, a proto začali dovážet hlínu až od Žatce a později z Libojí u Celje v dnešním Slovinsku, kde postavili v roce 1871 sesterskou továrnu. Ve Vídni pak vybudovali umělecký ateliér, kde vznikaly krásné návrhy a modely výrobků. Tato společnost se stala známou zejména výrobou dekorativních talířů, džbánů, váz, žardiniér, velkých závěsných talířů s průměrem až 60 cm a dalších předmětů. 
Továrna bratří Schützů se postupně rozšiřovala a největší rozmach zažila na přelomu 19. a 20. století. Stala se tak významným hráčem v keramickém průmyslu a přispěla k rozvoji regionu. V roce 1890 si bratři majetek firmy rozdělili tak, že olomučanskou továrnu – Schütz Blansko dostal Arnold a Ludvík si ponechal továrnu v Libojích – Schütz Cilli, která na rozdíl od té olomučanské produkovala keramické zboží až do 21. století. Kolem roku 1909 došlo v Olomučanech k ukončení výroby jemné keramiky, a produkce se od té doby soustředila pouze na šamotové zboží a těžbu hlíny, kterou v roce 1948 převzaly Moravskoslezské keramické závody v Brně. 
Olomučanskou keramiku lze vidět v místním muzeu v obci Olomučany[ve zdroji nenalezeno] a v Muzeu Blanenska.[ve zdroji nenalezeno]

## Fotogalerie

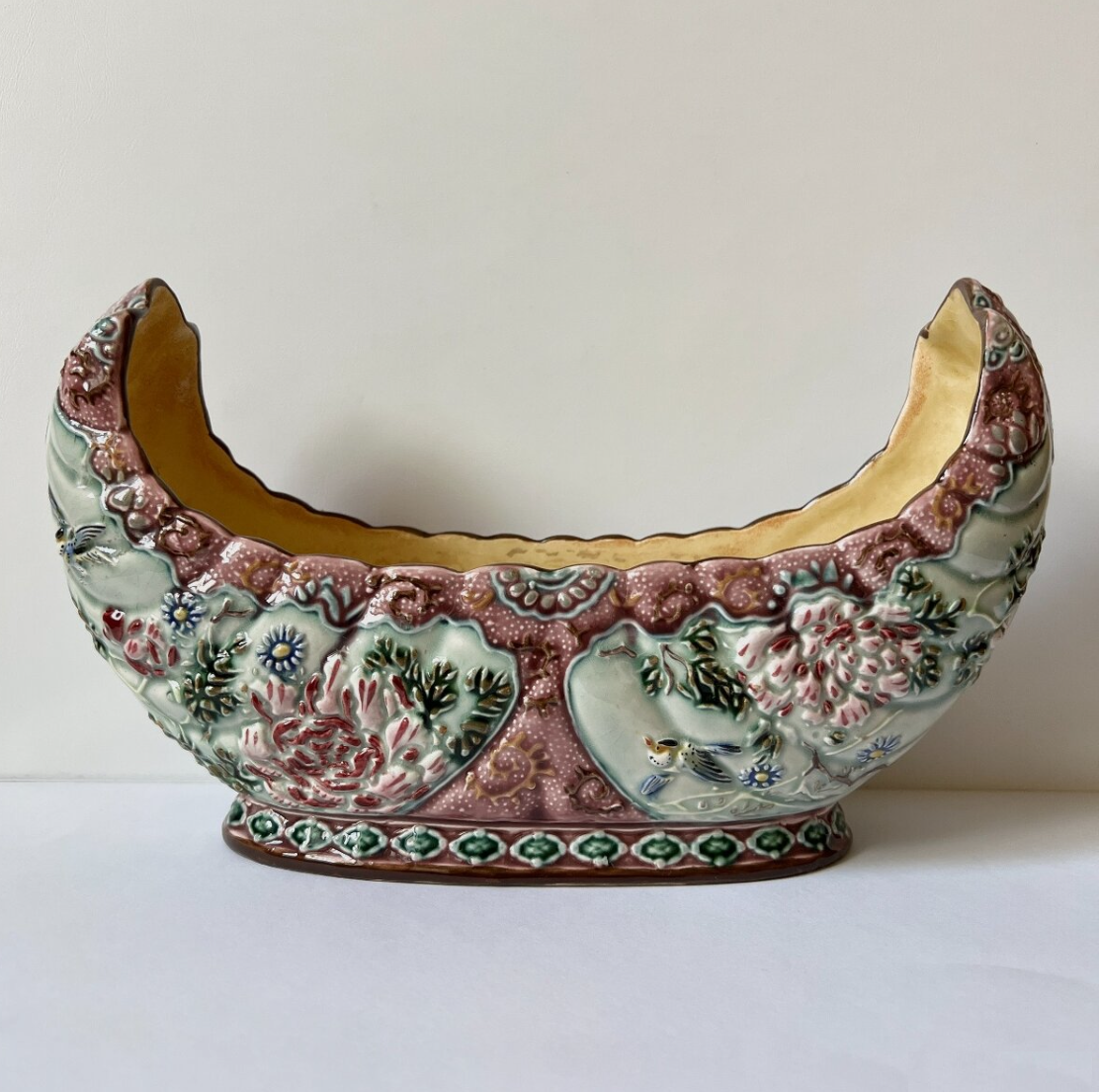
Žardiniéra – velikost 27.5 cm x 16 cm
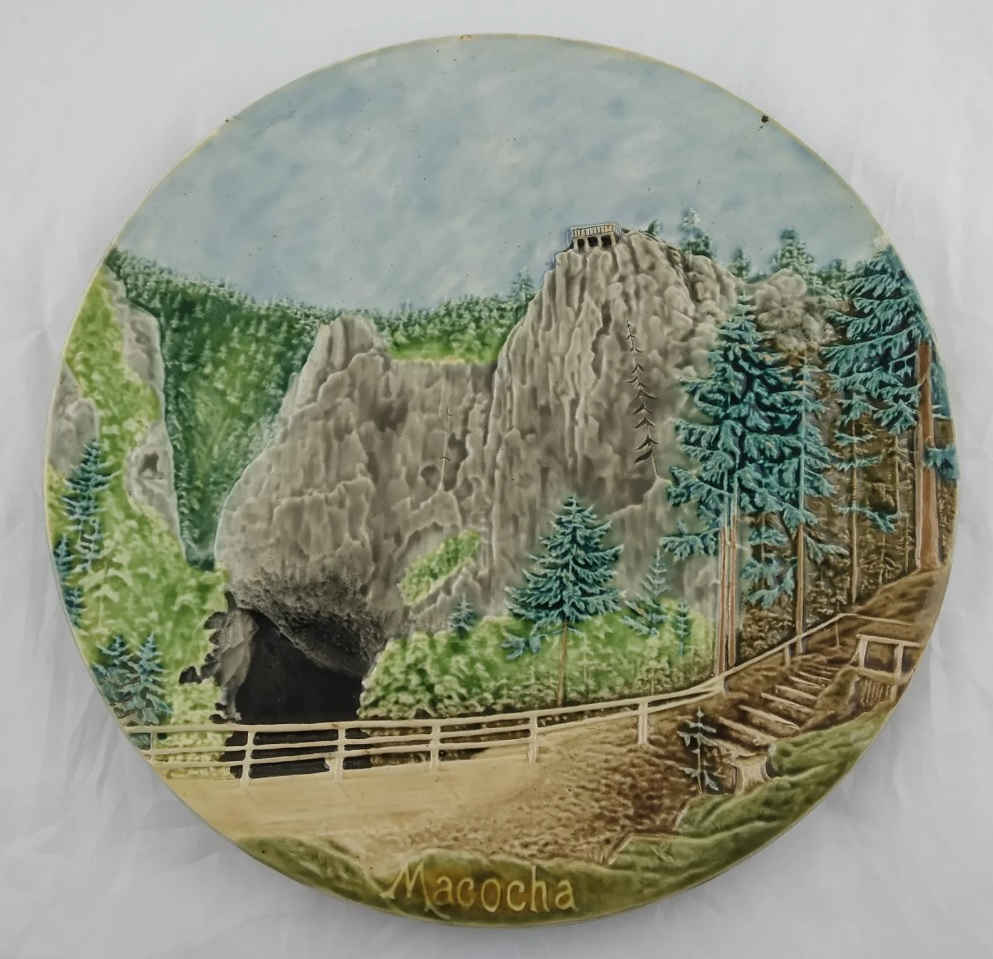
Dekorativní talíř s motivem propasti Macocha, velikost 33 cm
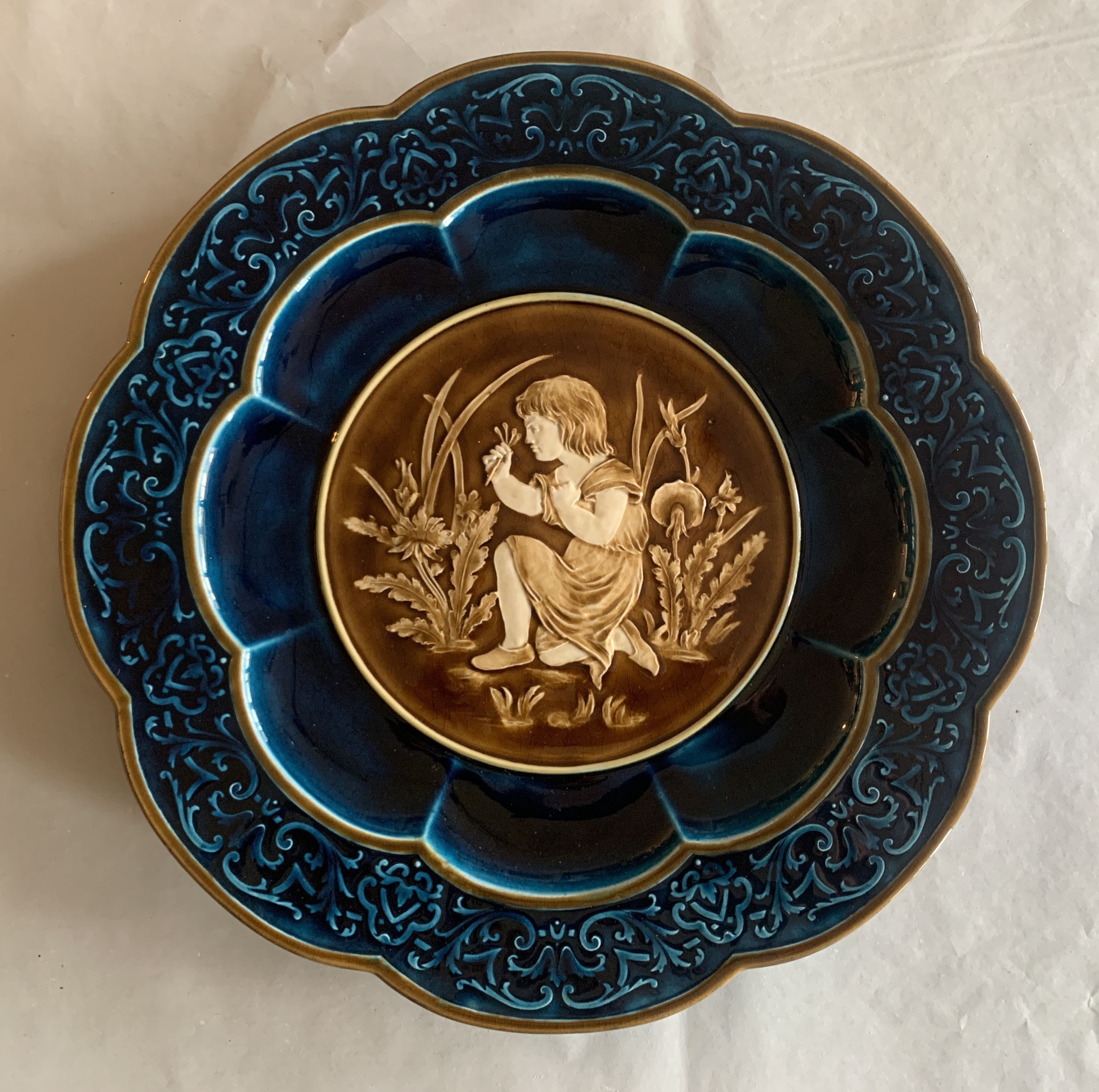
Nástěnný talíř – motiv dívky s pampeliškami, velikost 39,5 cm
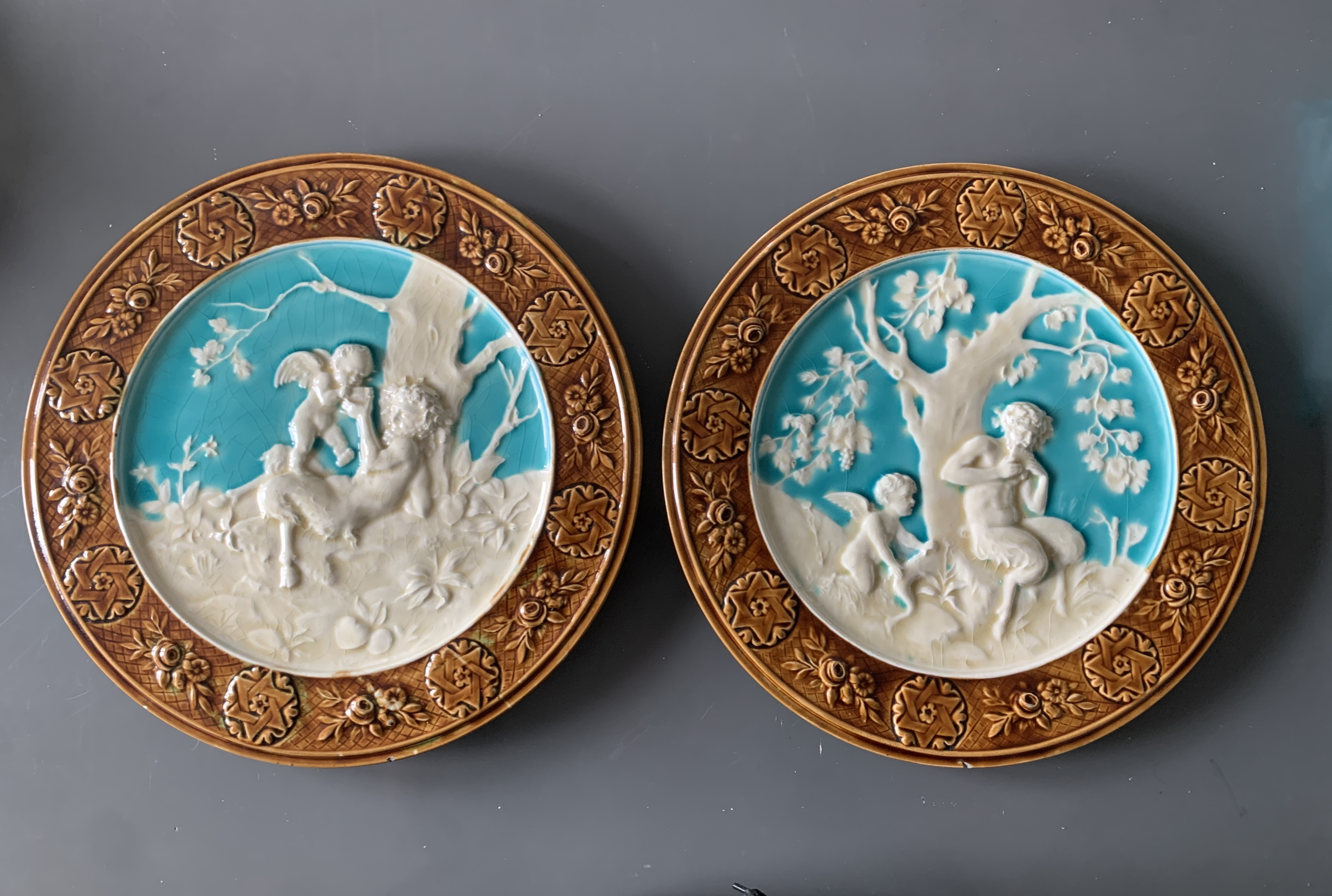
Párové nástěnné talíře – motiv satyra s amorem. Velikost 35 cm – Schütz Cilli